# Dorfkirche Alt Bork

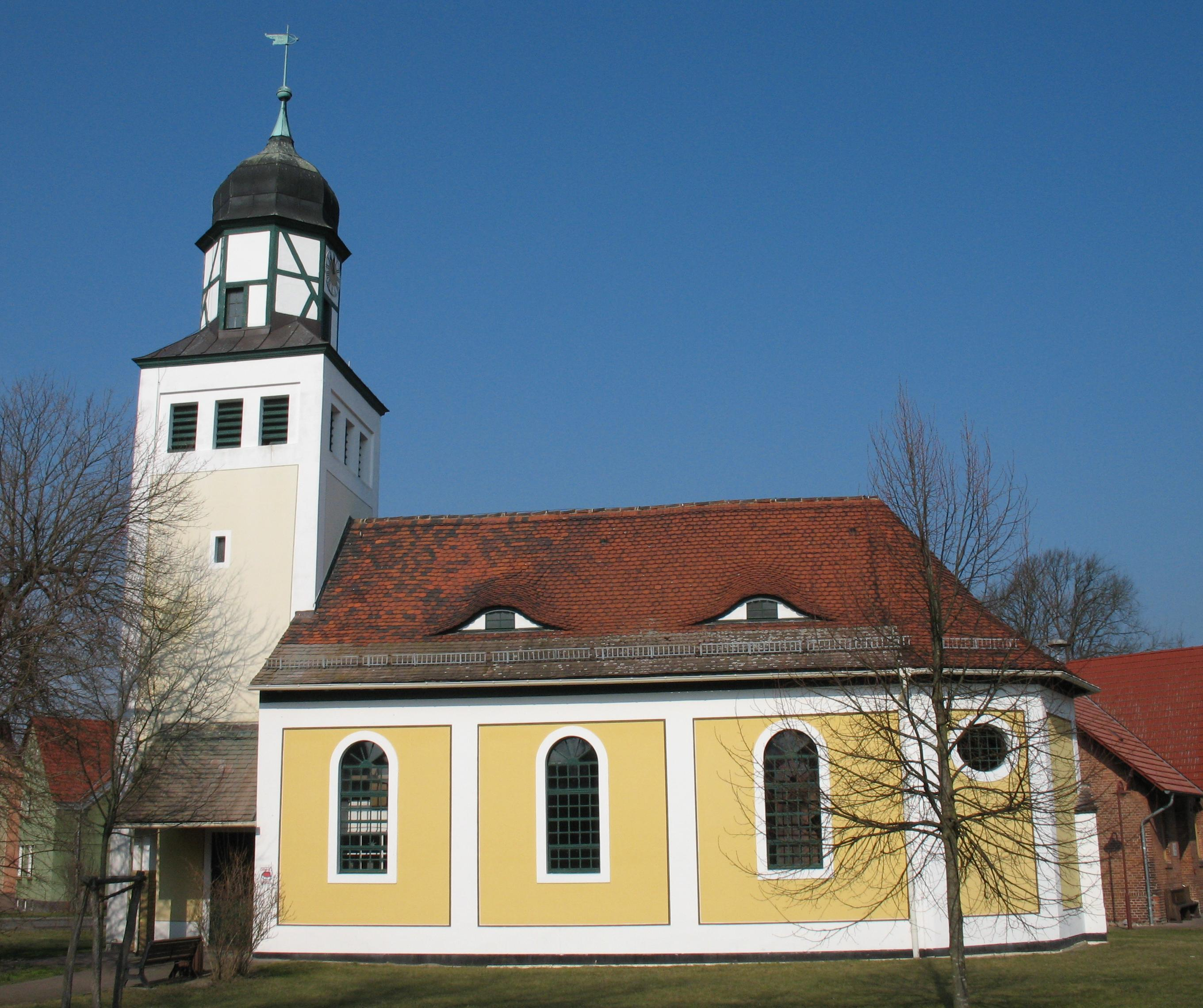
Dorfkirche in Alt Bork

Die evangelische Dorfkirche Alt Bork ist eine neobarocke Saalkirche in Alt Bork, einem Ortsteil der Gemeinde Linthe im Landkreis Potsdam-Mittelmark in Brandenburg. Sie gehört zum Pfarrbereich Schlalach im Kirchenkreis Mittelmark-Brandenburg der Evangelischen Kirche Berlin-Brandenburg-schlesische Oberlausitz.

## Lage
Das Bauwerk steht im Ortsteil Alt Bork auf dem zentralen Platz des ehemaligen Rundlings. In Nord-Süd-Richtung verläuft die Dorfstraße als Landstraße 581 östlich und führt im Westen in einem Ring um das Bauwerk herum. Der Platz ist eben angelegt, eine Einfriedung besteht nicht.

## Geschichte
Der Sakralbau entstand im Jahr 1910 im Stil der Heimatschutzarchitektur. 1961 restaurierte die Kirchengemeinde einige der Ausstattungsstücke, um 1992 das Altarretabel.

## Baubeschreibung

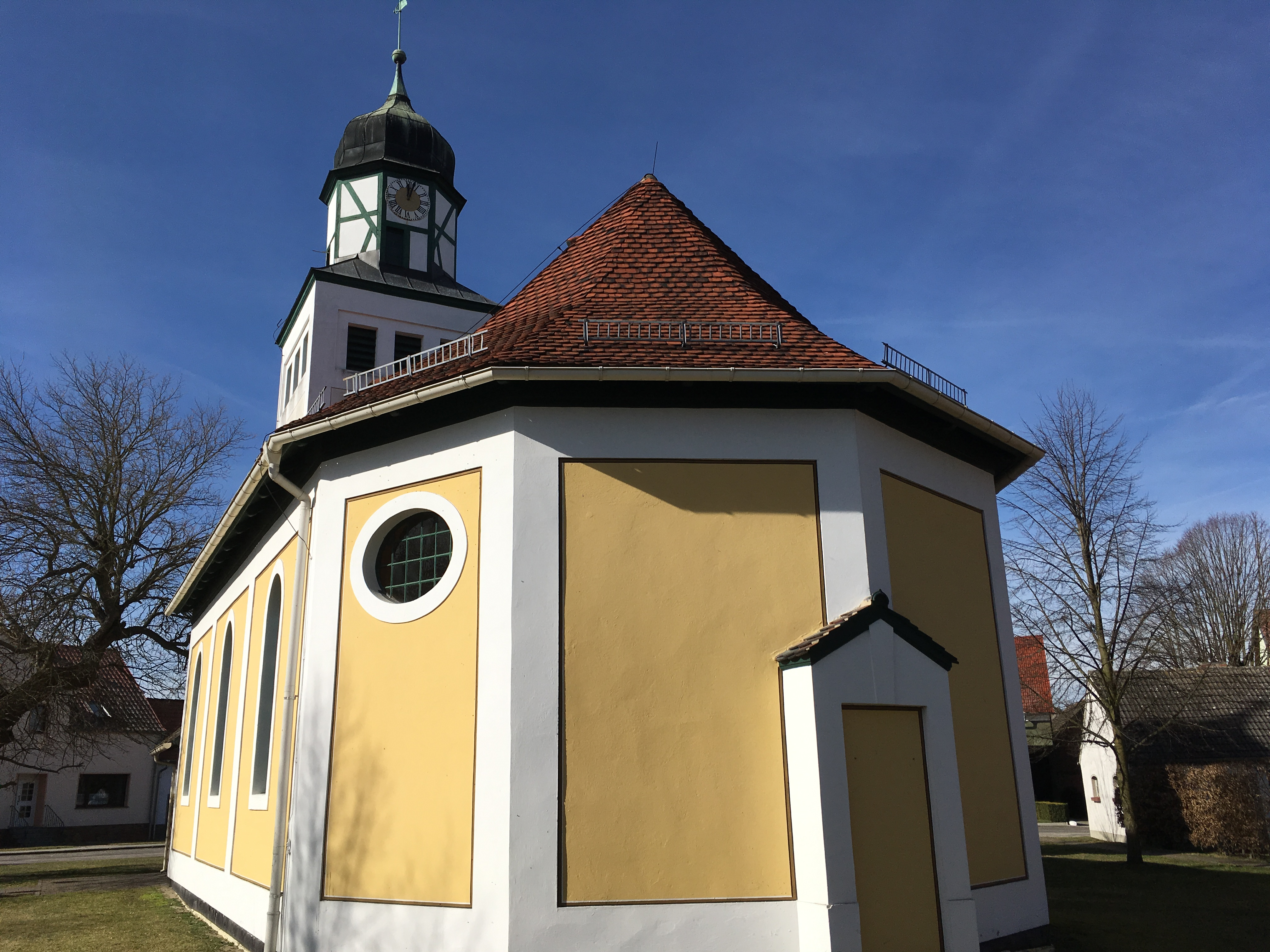
Ansicht von Osten

Der Chor ist nicht eingezogen und als Fünfachtelschluss ausgeführt. An der nördlichen und südlichen Seite ist ein hochgesetztes Ochsenauge, dessen Form durch weiße Faschen betont wird. An der östlichen Spitze des Chors ist eine zugesetzte Pforte, die zu einem früheren Zeitpunkt dem Pfarrer als Zugang gedient haben dürfte. Die nördliche und südliche Wand des Kirchenschiffs sind, wie auch der Chor, verputzt. Drei gleich große, hellgelb gestrichene, rechteckige Felder gliedern die Fassade mit je einem Rundbogenfenster. Der quadratische und eingezogene Westturm besitzt zwei Pforten: Eine befindet sich an der nordwestlichen Seite in einem kleinen Anbau, die zweite an der Südseite unter einem Vordach aus Fachwerk. An der Westseite sind zwei versetzte, kleine rechteckige Fenster sowie zwei kleinere Ochsenaugen, gefolgt von einer deutlich kleineren Öffnung an allen drei zugänglichen Seiten, die in etwa auf der Höhe zwischen Traufe und Dachfirst des Kirchenschiffs liegt. Im oberen Geschoss dominieren auf jeder Seite drei gekuppelte Klangarkaden. Das Dach besteht aus einer geschweiften Haube, deren Unterbau ebenfalls aus Fachwerk errichtet wurde. Eine Turmuhr befindet sich an der westlichen und östlichen Seite des Unterbaus. Der Turm selbst schließt mit einer Turmkugel, einer Wetterfahne und einem Kreuz ab. Das Walmdach des Kirchenschiffs ist mit rotem Biberschwanz gedeckt und hat an beiden Seiten je zwei symmetrisch angeordnete Fledermausgauben.

## Ausstattung

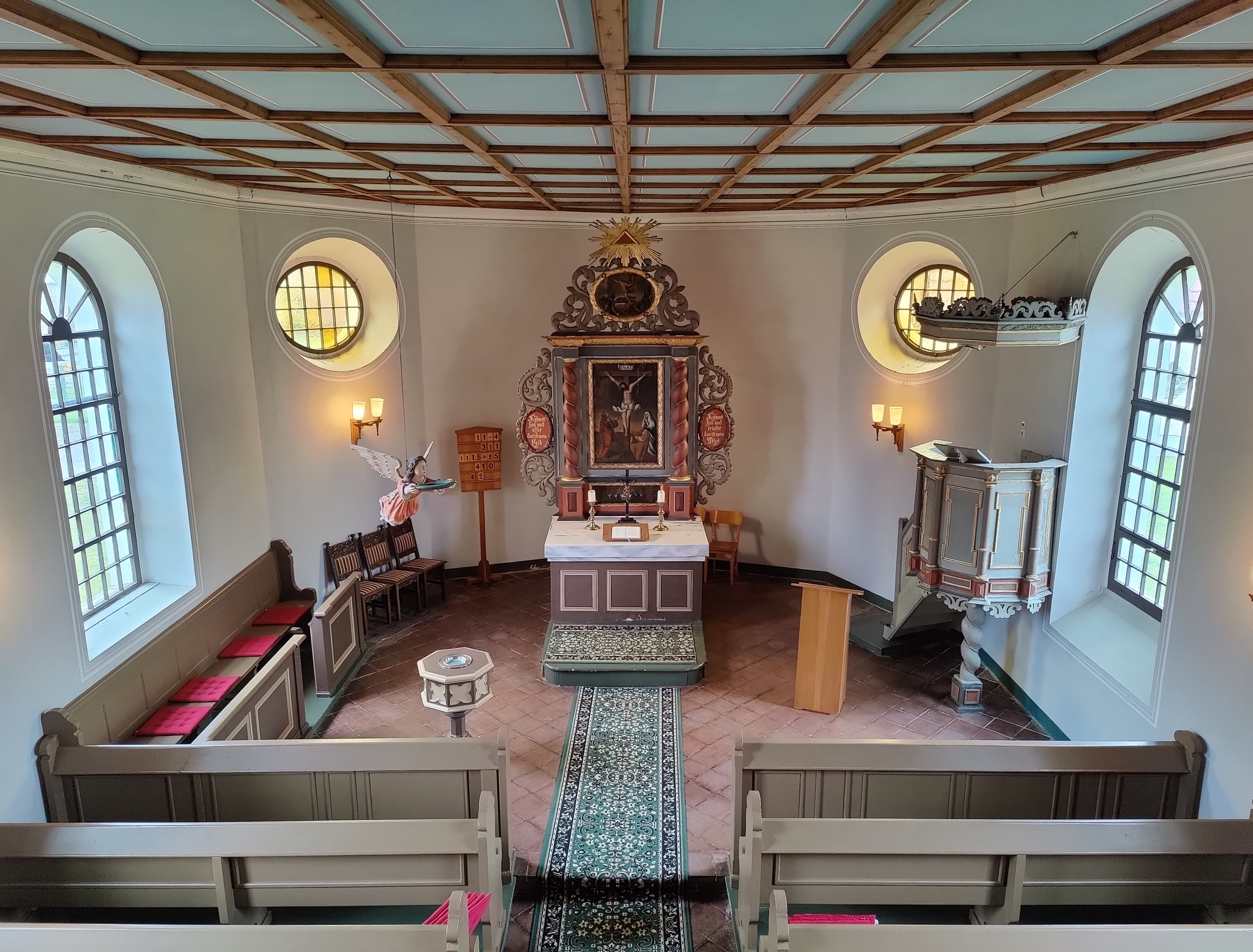
Innenraum (2023)

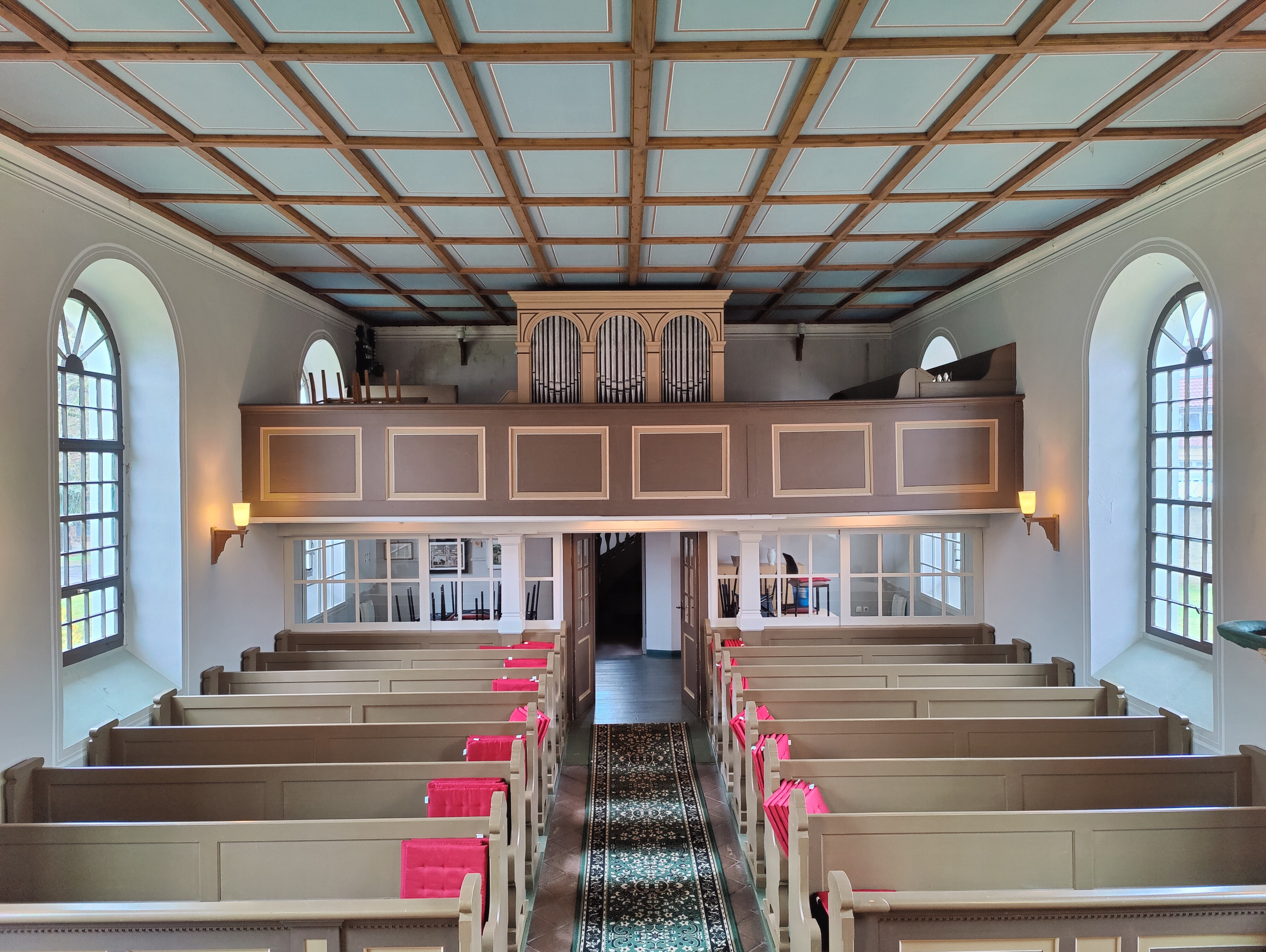
Innenraum, Blick zur Orgel

Das Altarretabel besteht aus verzierten Säulen und zeigt in der Predella das Abendmahl Jesu, in seinem Hauptfeld die Kreuzigung Christi und darüber die Auferstehung Jesu Christi. Die Anordnung wird durch seitlich angebrachtes Knorpelwerk mit ovalen Medaillons geschmückt. Das Dehio-Handbuch gibt an, dass ähnliche Werke aus vermutlich derselben Werkstatt in der Dorfkirche Jeserig der Gemeinde Mühlenfließ, der Dorfkirche Niederwerbig, der Dorfkirche Preußnitz sowie der Dorfkirche in Schwanebeck stehen. Es wurde vermutlich um 1700 hergestellt und 1992 restauriert. Die polygonale Kanzel steht auf einer gedrehten Säule. Der Taufengel stammt aus der ersten Hälfte des 18. Jahrhunderts. Die pedallose Orgel verfügt über vier Register und wurde von Albert Lang erbaut.
An der Südwestseite des Gebäudes steht eine Weiße Maulbeere; nordöstlich des Bauwerks eine Eiche mit vier Gedenksteinen für die Gefallenen der Kriege.